# R517 (Russland)
Die R 517 (das kyrillische P entspricht dem lateinischen R) ist eine 18 Kilometer lange Regionalstraße in der russischen Oblast Kaliningrad (Gebiet Königsberg (Preußen)). Sie verbindet die Fernstraße A 229 (hier Teilstück der ehemaligen deutschen Reichsstraße 1, heute auch Europastraße 28) mit der Fernstraße R 508 und stellt eine kurze Anbindung der beiden Städte Tschernjachowsk (Insterburg) und Osjorsk (Darkehmen, 1938–1946 Angerapp) her. Sie durchzieht auf ihrem kurzen Weg den Rajon Tschernjachowsk (Kreis Insterburg) und den Rajon Osjorsk (Kreis Darkehmen (Angerapp)).
Die R 517 verläuft auf der Trasse der früheren Reichsstraße 137, die auf einer Strecke von 152 Kilometern Groß Skaisgirren (1938–1946 Kreuzingen, seit 1946: Bolschakowo) und Insterburg (Tschernjachowsk) mit Darkehmen (1938–1946 Angerapp, seit 1946: Osjorsk), Goldap (seit 1945 polnisch: Gołdap) und Suwalki (1941–1944 Sudauen, seither Suwałki) verbindet.

## Verlauf der R 517
Rajon Tschernjachowsk:
(Tschernjachowsk (Insterburg) → )
- Schosseinoje (Szameitkehmen, 1936–1938 Schameitkehmen, 1938–1946 Walkenau)

X Bahnstrecke (der früheren Preußischen Ostbahn) Kaliningrad (Königsberg (Preußen)) − Tschernyschewskoje (Eydtkuhnen, 1938–1946 Eydtkau) X
Rajon Osjorsk:
- Schuwalowo (Groß Wischtecken, 1938–1946 Ullrichsdorf)
- Krasnojarskoje (Sodehnen)
- Rasskasowo (Auxinnen, 1938–1946 Ammerau, nicht mehr existent)
- Schmatowka (Schwirgsden, 1938–1946 Königsgarten)
- Maloje Putjatino (Scherrewischken, 1938–1946 Bruderhof)
- Nowo-Gurjewskoje (Kallnen, 1938–1946 Drachenberg)

(→ Osjorsk)

## Verweis
- Straßenkarte Nördliches Ostpreußen mit Memelland, Königsberg - Tilsit - Gumbinnen. Kaliningradskaja Oblast, Höfer-Verlag, Dietzenbach, 11. Auflage 2005